# Srebrny Krąg

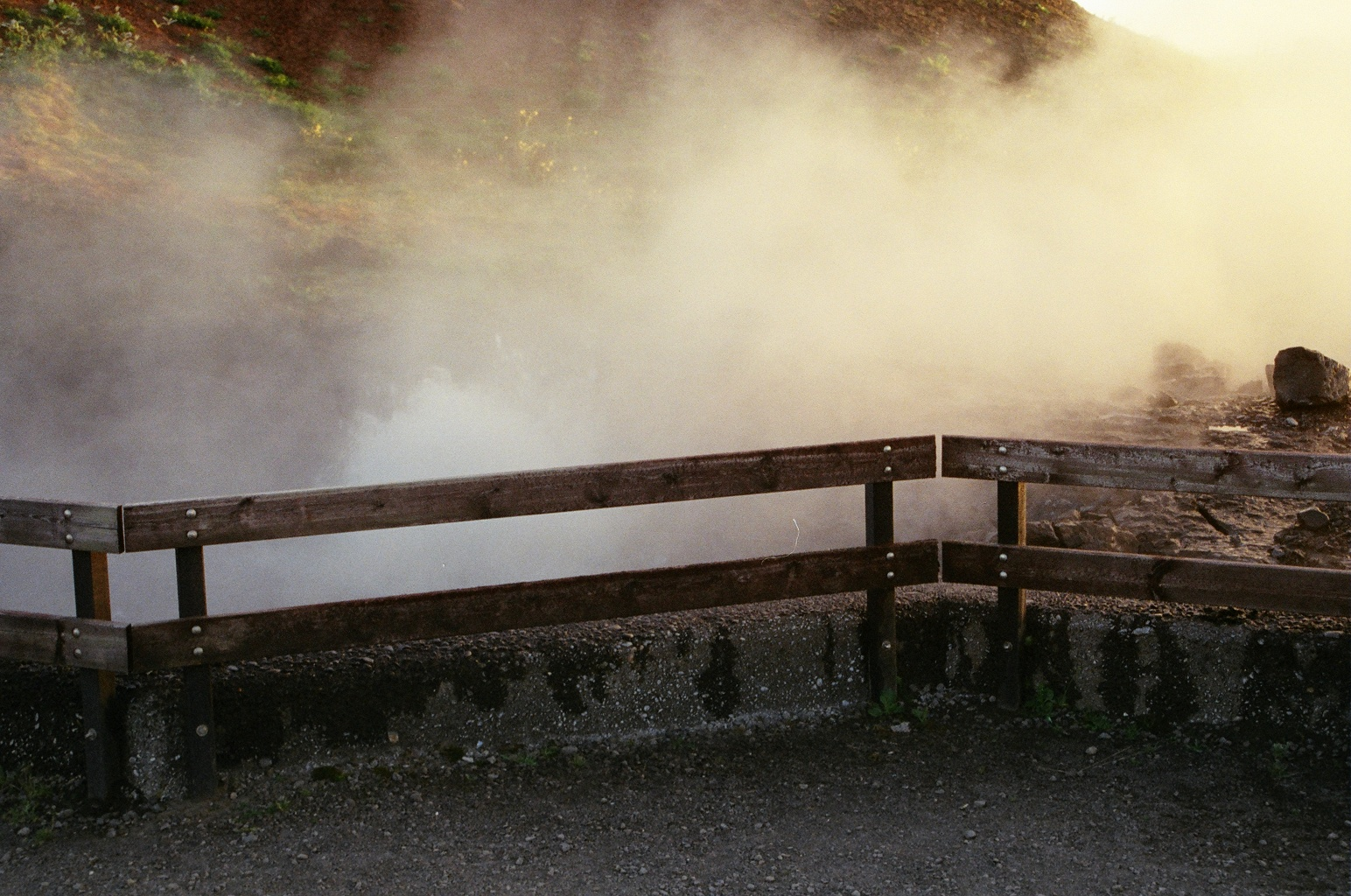
Źródło termalne Deildartunguhver

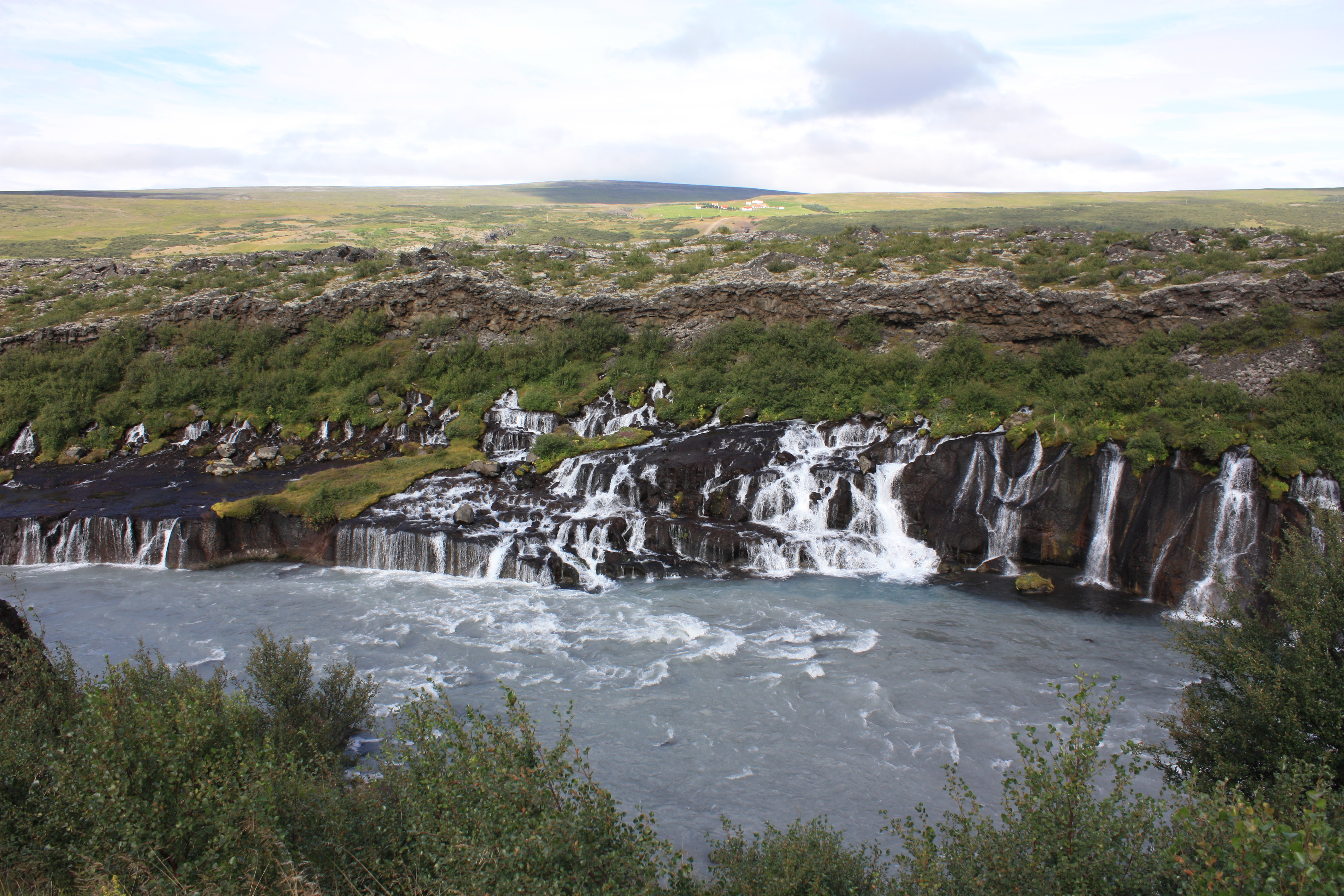
Wodospady Hraunfossar

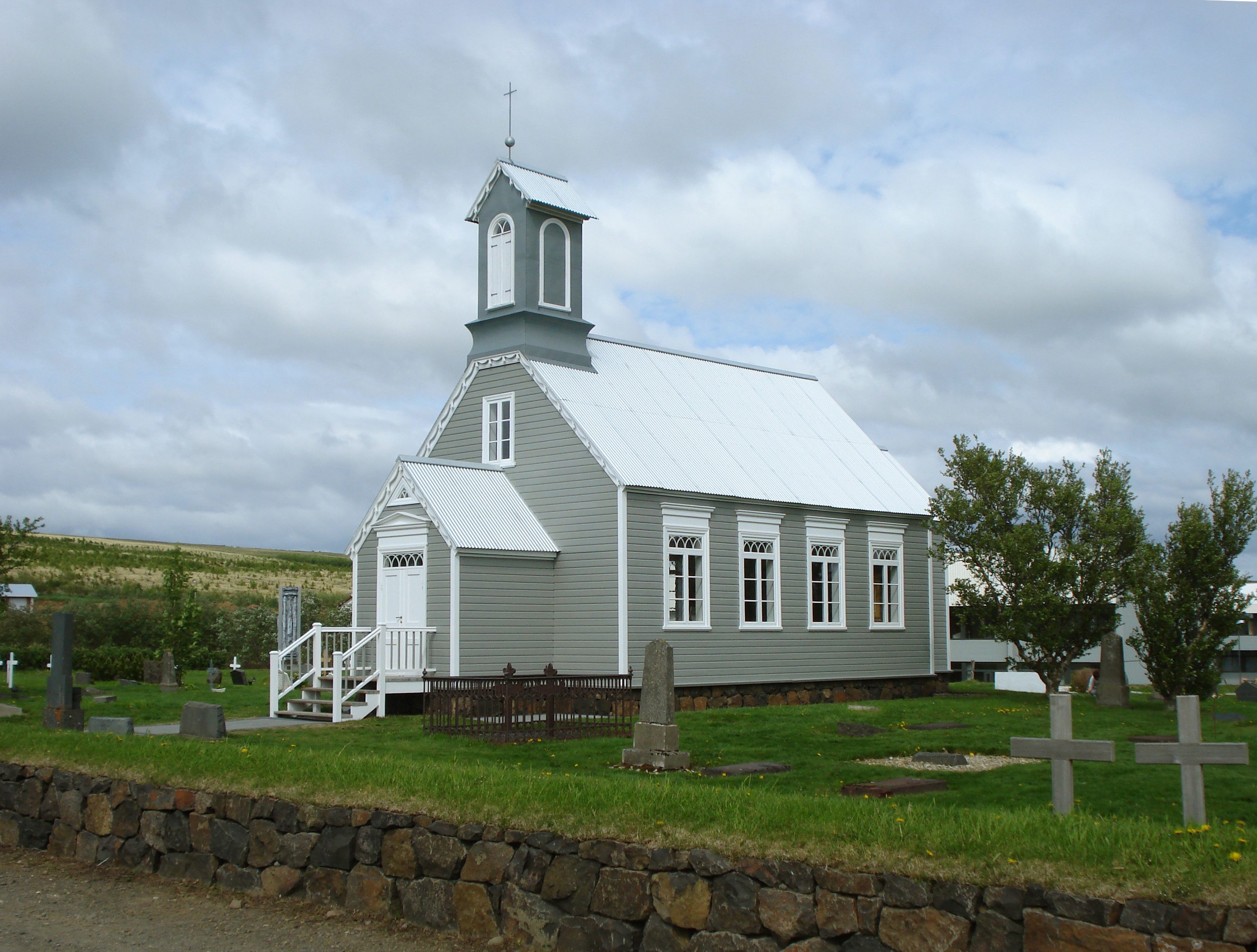
Kościół w Reykholt

Srebrny Krąg (ang. Silver Circle) – nazwa trasy turystycznej w zachodniej Islandii, obejmującej atrakcje turystyczne w okolicach miasta Borgarnes, do których można dotrzeć w ciągu jednego dnia ze stolicy kraju Reykjavíku. Nazwa nawiązuje do najbardziej popularnej trasy turystycznej na wyspie zwanej Złotym Kręgiem.
Do trasy Srebrnego Kręgu zalicza się następujące atrakcje turystyczne:
- fiord Borgarfjörður,
- źródło termalne Deildartunguhver,
- geotermalne spa Krauma,
- wodospady Hraunfossar i Barnafoss,
- historyczną osadę Reykholt.

Niektórzy touroperatorzy oferują również kontynuację trasy uwzględniającą również dalsze punkty:
- las Húsafell,
- lodowiec Langjökull,
- dolinę Kaldidalur,
- park narodowy Þingvellir, gdzie trasa łączy się ze Złotym Kręgiem.